# Alauda
Cet article concerne le genre d'oiseaux. Pour la revue, voir Alauda, revue internationale d'ornithologie. Pour l'astéroïde, voir (702) Alauda.
Genre
Le genre Alauda regroupe des alouettes, oiseaux appartenant à la famille des Alaudidae.
L’Alauda est aussi le premier nom donné au chœur des Petits Chanteurs d'Asnières.

## Taxonomie
La vaste étude phylogénique d'Alström et al. (2013) amène à une révision complète de la famille des Alaudidae. Cela amène le Congrès ornithologique international (version 4.2, 2014) à déplacer l'espèce Alouette leucoptère (anciennement Melanocorypha leucoptera) dans ce genre.

### Liste des espèces
D'après la classification de référence (version 5.2, 2015) du Congrès ornithologique international (ordre phylogénique) :
- Alauda leucoptera – Alouette leucoptère
- Alauda razae – Alouette de Razo
- Alauda gulgula – Alouette gulgule
- Alauda arvensis – Alouette des champs